# Henstead with Hulver Street
Henstead with Hulver Street est une paroisse civile du Suffolk, en Angleterre.